# Pushan
Pushan (Sanskrit पूषण् pūṣan m.) ist ein vedischer Gott, dem im Rigveda acht Hymnen gewidmet sind. Im späteren Hinduismus spielt er keine Rolle mehr.

## Mythos
Nach den vedischen Hymnen ist Pushan der Mann von Surya (skt.  Sūryā m.), der Tochter des Sonnengottes Surya (skt. Sūrya m.), dessen Bote er ist. Pushan fördert durch sein Licht das Wachstum auf der Erde. Er kennt alle Wesen und sieht auch alle gleichzeitig. Er ist der Wächter der Wege und Beschützer der Reisenden, der Hindernisse aus dem Weg räumt. Zudem ist er der Begleiter der  Toten auf dem Weg der Väter (pitaras). Er schützt Pferde und Haustiere und führt verirrtes Vieh gesund in den Stall zurück.
Pushan wird als hellstrahlender bärtiger Mann beschrieben, der sich nur von Brei ernährt. Er trägt einen goldenen Speer und fährt einen von Ziegen gezogenen Wagen.

## Indogermanische Ursprünge
Pushan wird von der vergleichenden Religionsforschung mit dem griechischen Gott Hermes verglichen, mit dem er viele Gemeinsamkeiten teilt, besonders als Beschützer der Reisenden und die Funktion als Seelenbegleiter (Psychopompos). Zudem wird sein Name sprachlich mit Pan gleichgesetzt, der in der griechischen Mythologie ein Sohn von Hermes ist.